# Jarzé
Jarzé és un municipi francès situat al departament de Maine i Loira i a la regió de País del Loira. L'any 2007 tenia 1.500 habitants.

## Demografia

### Població
El 2007 la població de fet de Jarzé era de 1.500 persones. Hi havia 600 famílies de les quals 180 eren unipersonals (96 homes vivint sols i 84 dones vivint soles), 208 parelles sense fills, 180 parelles amb fills i 32 famílies monoparentals amb fills.
La població ha evolucionat segons el següent gràfic:
Habitants censats

### Habitatges
El 2007 hi havia 725 habitatges, 617 eren l'habitatge principal de la família, 49 eren segones residències i 59 estaven desocupats. 647 eren cases i 75 eren apartaments. Dels 617 habitatges principals, 386 estaven ocupats pels seus propietaris, 225 estaven llogats i ocupats pels llogaters i 6 estaven cedits a títol gratuït; 15 tenien una cambra, 37 en tenien dues, 107 en tenien tres, 164 en tenien quatre i 294 en tenien cinc o més. 443 habitatges disposaven pel capbaix d'una plaça de pàrquing. A 299 habitatges hi havia un automòbil i a 247 n'hi havia dos o més.

### Piràmide de població
La piràmide de població per edats i sexe el 2009 era:
| Homes | Edats   | Dones |
| ----- | ------- | ----- |
| 0     | 95 o +  | 16    |
| 4     | 90 a 94 | 24    |
| 8     | 85 a 89 | 32    |
| 32    | 80 a 84 | 12    |
| 40    | 75 a 79 | 68    |
| 32    | 70 a 74 | 32    |
| 24    | 65 a 69 | 60    |
| 24    | 60 a 64 | 16    |
| 24    | 55 a 59 | 16    |
| 40    | 50 a 54 | 52    |
| 52    | 45 a 49 | 48    |
| 40    | 40 a 44 | 52    |
| 40    | 35 a 39 | 56    |
| 64    | 30 a 34 | 24    |
| 32    | 25 a 29 | 52    |
| 28    | 20 a 24 | 28    |
| 76    | 15 a 19 | 48    |
| 36    | 10 a 14 | 44    |
| 48    | 5 a 9   | 32    |
| 28    | 0 a 4   | 48    |

## Economia
El 2007 la població en edat de treballar era de 889 persones, 666 eren actives i 223 eren inactives. De les 666 persones actives 604 estaven ocupades (329 homes i 275 dones) i 62 estaven aturades (27 homes i 35 dones). De les 223 persones inactives 96 estaven jubilades, 64 estaven estudiant i 63 estaven classificades com a «altres inactius».

### Ingressos
El 2009 a Jarzé hi havia 672 unitats fiscals que integraven 1.592,5 persones, la mediana anual d'ingressos fiscals per persona era de 16.961 €.

### Activitats econòmiques
Dels 65 establiments que hi havia el 2007, 2 eren d'empreses alimentàries, 4 d'empreses de fabricació d'altres productes industrials, 15 d'empreses de construcció, 16 d'empreses de comerç i reparació d'automòbils, 3 d'empreses de transport, 4 d'empreses d'hostatgeria i restauració, 1 d'una empresa financera, 1 d'una empresa immobiliària, 11 d'empreses de serveis, 5 d'entitats de l'administració pública i 3 d'empreses classificades com a «altres activitats de serveis».
Dels 20 establiments de servei als particulars que hi havia el 2009, 1 era una oficina de correu, 1 una oficina bancària, 1 taller de reparació d'automòbils i de material agrícola, 3 paletes, 2 guixaires pintors, 1 fusteria, 5 lampisteries, 2 electricistes, 2 perruqueries i 2 restaurants.
Dels 7 establiments comercials que hi havia el 2009, 1 era una botiga de més de 120 m², 2 fleques, 1 una carnisseria, 1 una llibreria, 1 una sabateria i 1 una floristeria.
L'any 2000 a Jarzé hi havia 27 explotacions agrícoles que ocupaven un total de 1.768 hectàrees.

## Equipaments sanitaris i escolars
L'únic equipament sanitari que hi havia el 2009 era una farmàcia.
El 2009 hi havia 2 escoles elementals.

## Poblacions més properes
El següent diagrama mostra les poblacions més properes.